# Ханних, Петер
Пе́тер Ха́нних (венг. Hannich Péter; род. 30 марта 1957, Дьёр) — венгерский футболист и футбольный тренер, играл на позиции полузащитника, участник чемпионата мира 1986 года.

## Биография

### Клубная карьера
Ханних начинал карьеру в клубе ДАК 1912, в котором отыграл два сезона. По окончании сезона, Ханних перешёл в «Дьёр», в составе которого отыграл девять сезонов, сыграв за эту команду 231 матч и забил 116 голов. В «Дьёра» он выиграл два чемпионских титула и Кубок Венгрии 1979 года.
В 1986 году перешёл во французский «Нанси», в котором отыграл один сезон.
По окончании сезона, Ханних вернулся за родину и играл за «Дьёр» и МТК.
Завершил карьеру в австрийском «Маттерсбурге», где также был играющим тренером.

### Карьера в сборной
В составе сборной Венгрии принимал участие на чемпионате мира 1986 года, где принял участие в матче со сборной Франции, который французы выиграли со счётом 3:0. Всего за сборную Венгрии сыграл 25 матчей и забил 2 мяча.

### Тренерская карьера
Работал главным тренером ряда венгерских футбольных команд, среди которых были «Эгри», «Веспрем» и «Дьирмот».

## Достижения

### Командные
«Дьёр»
- Чемпион Венгрии (2) : 1981/82, 1982/83
- Обладатель Кубка Венгрии (1) : 1978/79

### Личные
- Лучший бомбардир Чемпионата Венгрии по футболу (1) : 1981/82 (22 мяча)